# Hyperion Solutions
Pour les articles homonymes, voir Hyperion.
Hyperion Solutions (Nasdaq : HYSL) est une société qui propose des logiciels permettant d'accroître les performances des entreprises. Le siège social se trouve à Santa Clara en Californie. Plusieurs de ses produits ciblent le marché de l'intelligence économique.

## Chronologie
- 1998 : Hyperion Solutions est le résultat de la fusion de deux entreprises : Hyperion  Software et Arbor Software[1].

- 2007 : Hyperion Solutions est rachetée par Oracle[2] et s'appelle désormais Oracle Hyperion.